# Sostegni (araldica)
Sostegni è un termine utilizzato in araldica per indicare animali, o figure (non umane) che sostengono lo scudo ai fianchi. Si usa spesso, anche se impropriamente, il termine supporti.
Fanno parte degli ornamenti esteriori dello scudo.

Draghi verdi, sostegni di Portogallo
Leone e grifone, sostegni della Lettonia
Leone per l'Inghilterra, unicorno per la Scozia.
L'Islanda è l'unica nazione al mondo a possedere uno stemma con 4 sostegni. Ciascuno rappresenta il protettore di una  direzione intercardinale.